# Aabach (Greifensee)
L'Aabach (per distinguerlo dall'omonimo Aa di Uster chiamato anche Aa di Mönchaltorf) è un piccolo fiume non navigabile nel cantone di Zurigo, in Svizzera. Con 11,2 km di lunghezza, è insieme all'Aa di Uster uno dei due immissari principali del Lago di Greifen. L'Aa di Mönchaltorf nasce a 520 metri sul livello del mare, al confine del distretto di Uster a Itzikon, due chilometri a est di Grüningen. Il torrente scorre verso nord-ovest da Grüningen verso Mönchaltorf e poi sfocia nel Greifensee. Nel suo corso inferiore, l'Aabach segna il confine tra il comune di Mönchaltorf e quello di Uster.
La foce dell'Aabach nel Greifensee forma un ampio delta, comprendente una torbiera con canne palustri, che spazia da Riedikon a est allo stabilimento balneare di Egg a ovest, e ospita una riserva naturale e un santuario per gli uccelli, così come la "stazione naturale Silberweide". Qui vivono numerose specie autoctone di anfibi e uccelli. Tra gli altri uccelli nidificanti, nel delta dell'Aabach vivono cicogne bianche.